# SUGAR (Projekt)
SUGAR (Submarine Gashydratlagerstätten: Erkundung, Abbau und Transport) ist ein Projekt unter der Leitung des Helmholtz-Zentrum für Ozeanforschung Kiel (GEOMAR). Dabei sollen knapp 30 Partner aus Wirtschaft und Wissenschaft zusammen neue Technologien entwickeln, um Erdgas (Methan) aus Methanhydraten im Meeresboden zu gewinnen und Kohlendioxid (CO2) aus Kraftwerken und anderen industriellen Anlagen sicher im Meeresboden zu speichern.

## Förderung und Bewilligung
Das Projekt wurde im Sommer 2008 vom Bundesministerium für Wirtschaft und Energie (BMWi) und vom Bundesministerium für Bildung und Forschung (BMBF) bewilligt. Unter den Förderern sind Maschinenbau- und Verfahrenstechnik-Unternehmen wie die Linde AG, aber auch Firmen aus dem Energiesektor wie RWE Dea, Eon Ruhrgas und BASF. Mit gut zehn Millionen Euro unterstützt die Bundesregierung das Vorhaben, die beteiligten Firmen bringen knapp drei Millionen Euro auf.

### Vorgeschichte
Das lange Desinteresse der Industrie wurde vor allem darauf zurückgeführt, dass es an Erdgas nicht mangelte. Mittlerweile haben mehrere asiatische Länder nationale Aktivitäten gestartet und die deutsche Industrie will nicht den Anschluss verlieren.  Zudem werde die Klimadiskussion intensiver als früher geführt. Die Firmen sind teilweise weniger am Methanabbau interessiert, sondern eher daran, Kohlendioxid im Ozean zu deponieren.

## Gliederung
SUGAR wurde in drei Phasen untergliedert. Die 1. und die 2. Projektphase wurden bereits abgeschlossen. Sie liefen von 2008 bis 2011 und von 2011 bis 2014. Die Arbeit an der 3. Projektphase wurde im Herbst 2014 aufgenommen und im März 2018 beendet.
In der 2. Phase des SUGAR-Projekts wurden von Juli 2011 bis Juni 2014 bisher entwickelte SUGAR Projektansätze weiter konkretisiert, um neue Technologien für die kommerzielle Nutzung von Gashydrat-Lagerstätten bereitzustellen und deutsche Firmen für den Zukunftsmarkt Gashydrate zu ertüchtigen. Unterteilt ist das Projekt in zwei Projektbereiche:
Im Projektbereich A werden neue Verfahren zur Lokalisierung, Erkundung, Vermessung und Überwachung von Gashydratlagerstätten entwickelt. Konventionelle Explorationstechniken sind für Gashydrate nur eingeschränkt nutzbar, da Gashydrate in sehr viel geringeren Sedimenttiefen vorkommen und andere physikalische Eigenschaften aufweisen. Zum Projektbereich A gehören 3 Teilprojekte mit unterschiedlichen Aufgabenstellungen:
- A1 Lokalisierung und Überwachung von Gashydrat-Lagerstätten
- A2 Charakterisierung und Überwachung von Gashydrat-Lagerstätten
- A3 Simulation der Gashydratakkumulation im Meeresboden

Im Projektbereich B werden Technologien entwickelt, um Erdgas aus Offshore-Gashydrat-Lagerstätten zu produzieren und gleichzeitig CO2 im Meeresboden zu speichern. Die bisherigen Arbeiten im Projektbereich B zeigen, dass wirtschaftlich lohnende Erdgasförderraten nur erreicht werden können, wenn das Reservoir durch die Zugabe von Wärme, CO2 und Polymeren aktiviert und gleichzeitig der Lagerstättendruck an der Produktionsbohrung stark abgesenkt wird. Insgesamt zielen die Arbeiten im B-Bereich darauf ab, die Erdgasförderrate und CO2-Einspeisung zu maximieren und damit eine kommerzielle Nutzung der Gashydratvorkommen zu ermöglichen. Um spezifische Forschung betreiben zu können, wurde der Bereich B in folgende 3 Teilprojekte untergliedert
- B1 Simulation des Gashydratabbaus
- B2 Optimierung von Verfahren zum Gashydratabbau
- B3 Erschließung von Gashydrat-Lagerstätten

### Ergebnisse
Im Gegensatz zu Erdgas, das oft in blasenförmigen Strukturen zu finden ist, bildet das Methanhydrat im Sand flache, über viele Kilometer reichende Schichten, die in ihrer Gestalt eher Kohleflözen ähneln. Der Sugar-Projektleiter Klaus Wallmann vom Leibniz-Institut IFM-Geomar in Kiel sieht daher eine der Kohlegewinnung ähnliche Fördertechnik als aussichtsreich.
Die Gasfördermenge kann erhöht werden, wenn flüssiges Kohlendioxid in das Hydratfeld gepumpt wird.  Das Gas reagiert mit dem Methan, presst es aus der Quelle und bildet selbst ein Gashydrat. Bei dieser Reaktion wird Wärme frei, was den Gasfluss weiter erhöht. Gleichzeitig böte sich so eine sichere Deponie für das klimaschädliche Kohlendioxid. Gashydrate mit Kohlendioxid sind zudem stabiler als Methanhydrat. Das Gas bleibt also sicher im Meeresboden gebunden. Mit Polymeren, die das Methanhydrat weiter zersetzen, erhöhte sich die Förderrate um einen weiteren Faktor drei. In der letzten Projektphase von SUGAR II soll die Förderung von Gashydraten erstmals in einer Probebohrung vor Indien getestet werden. Erste kommerzielle Testinstallationen werden 2015 erwartet.